# 広報大使
広報大使（こうほうたいし）とは、政府または地方公共団体、あるいはその他の行政機関、公益法人などが広報あるいは啓蒙のために任命するイメージキャラクターあるいはマスコットキャラクターの役職・称号のひとつ。あるいは類似した役職の総称としても用いられる。PR大使やアンバサダーとも。その他類似するものに観光大使、ふるさと大使などがある。主に日本や韓国において、芸能人、文化人、アナウンサー、ゆるキャラが委嘱される例が多い。日本では総務省の地上デジタル放送推進大使、日本赤十字社の赤十字広報特使などがその代表例である。
ゆるキャラの例では和歌山県高野町では2013年8月、市のゆるキャラである「こうや君」を特別町民として登録。同町観光広報大使を委嘱しており、文化人の例では同年8月、自衛隊栃木地方協力本部が栃木県出身のピアニスト岩山淳子を栃木県自衛隊広報大使に任命。自衛隊音楽隊との共演や自衛隊式典への出演を行っている。広義の広報大使といえるものに鹿児島県の観光広報を行う薩摩大使があり、これまでに歌手の小椋桂、作曲家の吉俣良、元プロ野球選手の村田兆治のほか、アイドルグループAKB48のメンバー柏木由紀が任命されている。

## 主な広報大使（2014 - 2021年）

### 行政
- 愛知県警2019年広報大使 - BOYS AND MEN
- 環境省 環境特別広報大使 - 柴咲コウ（2018年7月6日）
- 総務省住宅・土地統計調査の広報大使 - 加藤綾子（2018年8月22日）

#### 都道府県
- 和歌山県ふるさと広報大使 - 中島由貴（声優）（2021年12月27日）[5]

#### 市町村
- 宝塚市広報大使 - 榛名由梨
- 大府市広報大使 - 吉田沙保里（レスリング選手・指導者）（2018年10月5日）
- 逗子市広報大使 - 石原良純（2018年10月12日）
- 郡山市フロンティア大使 - GReeeeN（2019年2月13日）
- 可児市ふるさと広報大使 - 塚本明里(モデル・ご当地タレント・筋痛性脳脊髄炎患者会代表)（2019年4月）[6]

### 医療
- 山形大学医学部健康大使 - 橋本マナミ（2017年9月27日）
- 厚生労働省 肝炎総合対策推進国民運動「知って、肝炎プロジェクト」スペシャルサポーター - EXILE SHOKICHI
- 日本肺癌学会広報大使 - 久光重貴（元フットサル日本代表選手）
- 日本ユニセフ協会大使 - 長谷部誠（プロサッカー選手）
- COPD広報大使 - 和田アキ子（歌手）

### 企業
- WAKUWAKU JAPAN広報大使 - ピコ太郎（2017年5月10日）

### 神社仏閣
- 西国三十三所PR大使 補西国巡礼大使- いのりちゃん(谷汲山華厳寺門前　マスコットキャラクター)（2018年11月3日）